# Julia Alicia Olmo y Romero
Julia Alicia Olmo y Romero (Madrid, 11 de diciembre de 1961) es una diplomática española que ha ocupado diferentes cargos diplomáticos desde su incorporación a la carrera diplomática en 1990.

## Biografía
Licenciada en Ciencias Políticas y Sociología, su ingreso como diplomática tuvo lugar en 1990. Ha sido embajadora de España en Ghana de 2007 a 2009 y embajadora de España en Angola de 2012 a 2017. También asumió la Dirección de Cooperación para América Latina y el Caribe de 2010 a 2012.
Posteriormente asumió de 2018 a 2020; la Misión Especial para las Amenazas Híbridas y la Ciberseguridad tras haber desarrollado una dilatada carrera, tanto en legaciones de España en África y América como en los servicios centrales del Ministerio de Asuntos Exteriores.
En su hoja de servicios consta también la jefatura del Área de Relaciones con Medios de Comunicación de la Oficina de Información Diplomática (OID), la subdirección general adjunta de Personal del Ministerio de Asuntos Exteriores y consejera Cultural y de Cooperación en la Embajada de España en México, habiendo estado también destinada en las representaciones diplomáticas españolas en Uruguay y Colombia.